# Peritelus
Peritelus — род жесткокрылых семейства долгоносиков.

## Распространение
Род широко распространён в Средиземноморье и Средней Азии.

## Экология
У всех видов (за исключением Peritelus leucogrammus) личинки развиваются в почве. Взрослых жуков встретить можно на различных травянистых растениях, реже на кустарниках.

## Виды
Некоторые виды рода:
- Peritelus crassicornisStierlin, 1883
- Peritelus espanoli Roudier, 1958
- Peritelus familiaris Boheman, 1834
- Peritelus globulicollis Seidlitz, 1872
- Peritelus hirticornis Stierlin, W.G., 1883
- Peritelus hybridus Seidlitz, 1872
- Peritelus lopezi Hoffmann, 1961
- Peritelus ruficornis Brisout, 1863
- Peritelus rusticus Boheman, 1843
- Peritelus senex Boheman, 1834
- Peritelus setabensis Hustache, 1921
- Peritelus sphaeroides Germar, 1824
- Peritelus susanae Seidlitz, 1866